# Abrótea (botânica)
O Abrótea (Asphodelus ramosus), também conhecido como abrótea-da-primavera e gamão, é uma planta herbácea e medicinal robusta, vivaz, rizomatosa, com raízes carnudas e folhas planas e lineares, todas basais, da família das liliáceas, que os antigos costumavam colocar nos túmulos, e era também considerada como penhor de amor. É parecido com Asphodelus albus e particularmente Asphodelus cerasiferus, pode ser distinguido pelo seu tronco muito ramificado e frutos menores.

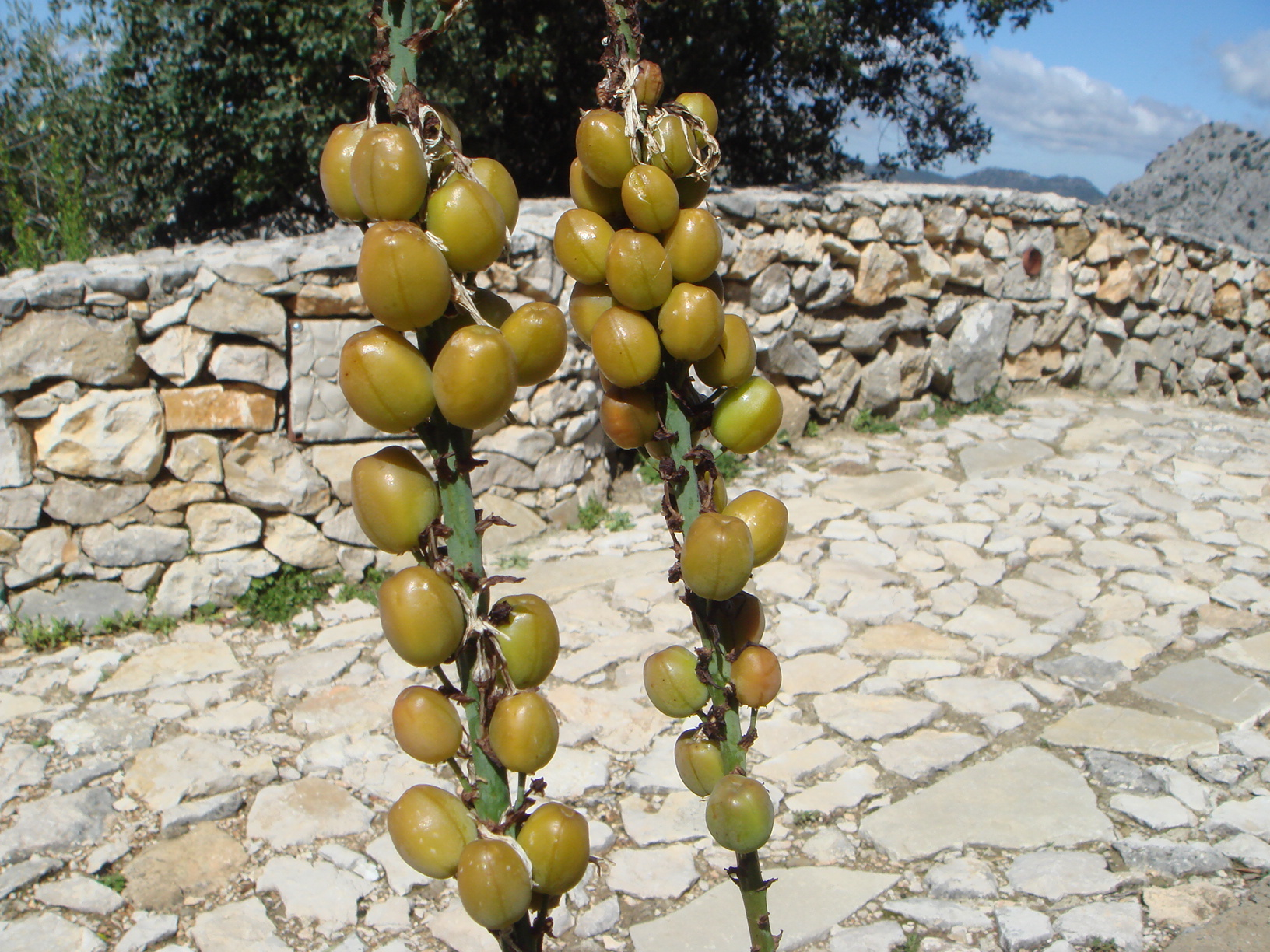
Frutos Asphodelus ramosus

É considerada nativa da Região Mediterrânea, distribuindo-se em Portugal por quase todo o território, de Norte a Sul do país.
Além disso, pelo menos na costa Catalunha, onde é muito comum, em contraste com outras liliáceas, ele mostra uma afinidade por solos ácidos, principalmente xisto, mas também é cultivada, como planta ornamental. Ele pode ser encontrado perto do mar, nas encostas da Serra da Albéria, entre a Espanha e a França, onde forma colônias abundantes em abril a junho.
São muitas flores e são brancas com seis tépalas tendo uma faixa central acastanhada. Os frutos são cápsulas pequenas e redondas.

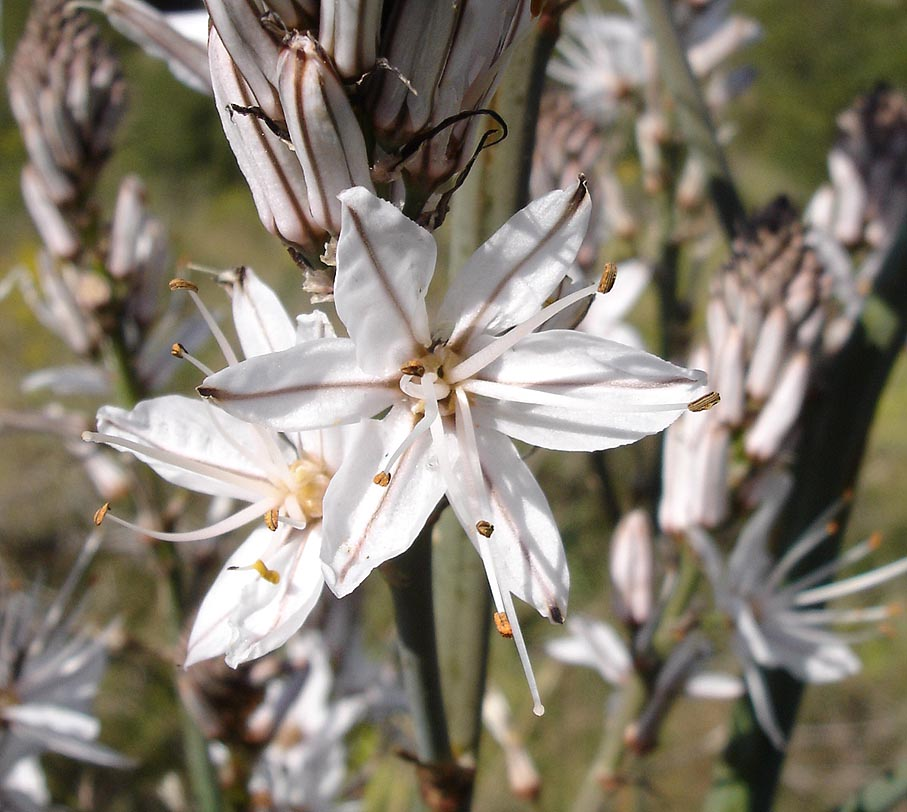
Flores desta espécie em Cerbère (França).

## Na mitologia
Esta planta era a flor que se dizia preencher as planícies do Hades, o submundo. Como era considerada o alimento preferido dos mortos, os gregos antigos, muitas vezes plantavam perto de sepulturas. O abrótea era sagrado para Perséfone, filha de Deméter, que foi energicamente levada para o submundo por Hades.
Na mitologia da religião taoísmo, acreditava-se que o abrótea roxo  concedia imortalidade ao consumidor.